# LSU Purple
 'LSU Purple' es un cultivar moderno de higuera de tipo higo común (Ficus carica trífera) (con tres cosechas por temporada, brevas en primavera, higos en verano-otoño, y una tercera cosecha que llega en otoño hasta finales de diciembre), de higos de piel con color de fondo de tonos de rojo con sobre color púrpura oscuro, según la exposición a la luz y el nivel de madurez. En América del Norte son capaces de ser cultivadas en USDA Hardiness Zones 8 a 9.

## Sinonimia
- Sin sinónimos,[4][5]

## Historia
'LSU Purple' tuvo sus inicios hace más de 40 años. La Estación Experimental Agrícola de Luisiana llevó a cabo un programa de cría de higos durante la década de 1950 y principios de los 60 para desarrollar nuevas variedades para Luisiana. Durante ese tiempo, los investigadores, bajo la dirección del Dr. Ed O´Rourke, hicieron cruces y evaluaron las plántulas para la adaptación. Este programa de cría se suspendió a fines de la década de 1960, pero algunas de las selecciones de LSU fueron mantenidas por viveros y jardineros particulares y en los huertos de la estación de investigación de LSU AgCenter.
Esta higuera fue criada en la Universidad Estatal de Luisiana por el obtentor Ed O´Rourke en la década de 1960, de un cruce de una planta de 'Hunt' como planta femenina polinizada por el Cabrahigo 'L55-13-39' (este obtenido por cruce de 'Celeste' x 'C1' cabrahigo con frutos comestibles cedido por Ira J. Condit).
Higos de buen sabor. Buenos para su cultivo en el sur de Luisiana y en Florida. Ideal para climas cálidos húmedos.

## Características
Las higueras 'LSU Purple' se pueden cultivar en USDA Hardiness Zones 8 a 9 (Para prueba en la Zona 7). Muy aclimatado al clima fluctuante del sur de Estados Unidos, muy bien adaptado en Virginia Beach.
El árbol crece vigorosamente, erguido, con follaje con buena resistencia a las enfermedades. Hoja generalmente pequeña; subcordado en la base; con 5 lóbulos la mayoría, menos de 3 lóbulos. Las plantas son vigorosas, con buena tolerancia a heladas esporádicas. Desarrollo rápido de la higueras. Los árboles jóvenes producen frutos de buena calidad, incluso en el vivero, mientras que muchos higos comunes pasan por un período juvenil de cuatro o cinco años antes de producir frutos de calidad. La calidad de los frutos va mejorando en árboles de 4 a 5 años. En 'LSU Purple' de cinco años de edad, tienden a producir tres cosechas, una pequeña cosecha de brevas en primavera, una cosecha principal abundante de higos en verano, y una tercera que llega incluso hasta diciembre.
La planta es un árbol mediano trífera (tres cosechas por temporada), muy productivo. Esta variedad fue introducida por la « Estación de Experimentación Agrícola de Luisiana » de la LSU, EE. UU., en 1991. Los higos tienen una longitud de 4,5 a 7 cm y pesan de 20 a 30 gramos. La fruta es alargada y turbinada. El pedúnculo mide aproximadamente media pulgada de ancho y media de espesor.
La piel es brillante, con color de fondo de tonos de rojo con sobre color púrpura oscuro, según la exposición a la luz y el nivel de madurez. La pulpa es de color fresa suave cuando madura. Parece que el árbol es completamente partenocárpico, tiene algunos granos vacíos, o "kerks" en la pulpa. El sabor es bueno, dulce, no muy pronunciado, el contenido de azúcar, que varía con las condiciones climáticas es alto en frutas maduras.
LSU Purple no es muy resistente al frío y se recomienda solo para el sur de Luisiana. Se puede cultivar en el norte de Lusiana a modo de prueba. A veces se cultiva en el norte de Luisiana, donde el frío puede causar graves daños al árbol. Va bien a pesar de las heladas invernales destructivas al producir una cosecha en la salida del año.
Esta variedad es autofértil y no necesita otras higueras para ser polinizada. El higo tiene un ostiolo que está bloqueado con resina por lo que es bastante resistente a la putrefacción, ya  que evita el deterioro durante condiciones climáticas adversas y a menudo se cita como resistente a los nematodos.
Cultivo solamente bien adaptado en el sur húmedo de Estados Unidos, en Luisiana, Florida,  Carolina del Sur y en Carolina del Norte.

## Cultivo
Se cultiva sobre todo en huertas y jardines privados de Florida, Luisiana, Carolina del Sur y Carolina del Norte. También en zonas cálidas y húmedas de Brasil.
'LSU Purple' son higueras productoras de higos que dan lugar a excelente higos para todo uso, tanto para mermeladas, higos secos y consumo en fresco.